# Storie d'amore (Plutarco)
Le Storie d'amore (Ἐρωτικαὶ διηγήσεις - Amatoriae Narrationes) sono un'operetta attribuita a Plutarco e tramandata nei suoi Moralia.

## Struttura
L'operetta è composta da cinque brevi novelle erotiche, incentrate sulle tragiche conseguenze di passioni amorose. L'autore richiama, infatti, eventi della storia grecaː la storia di Aristoclea di Aliarto, in Beozia; Atteone di Corinto; le figlie di Scedaso di Leuttra; Foco e Calliroe; Damocrita di Sparta. 

## Analisi critica
L'opera è di dubbia autenticità e la sua attribuzione a Plutarco si spiega con il fatto che quasi tutte le novelle sono di ambientazione beotica, quindi rimontanti a tradizioni storiografiche ed orali della patria dell'autore. 
Inoltre, va rilevato che le Amatoriae narrationes, nel Catalogo di Lampria, presentano il sottotitolo Contro gli amanti, in quanto si tratta di una serie di brevissimi racconti su amori infelici.